# Aleksandr Zakarlyuka
Aleksandr Arkadyevich Zakarlyuka (tiếng Nga: Александр Аркадьевич Закарлюка; sinh 24 tháng 6 năm 1995 ở Kohtla-Järve, Estonia) là một tiền đạo bóng đá Nga.

## Sự nghiệp câu lạc bộ
Anh ra mắt chuyên nghiệp ở Giải bóng đá chuyên nghiệp quốc gia Nga cho FC Zenit-2 St. Petersburg ngày 15 tháng 7 năm 2013 trong trận đấu với FC Tosno.
Anh ra mắt Giải bóng đá ngoại hạng Nga ngày 21 tháng 3 năm 2015 cho FC Arsenal Tula trong trận đấu với PFC CSKA Moscow.